# PHotoEspaña
PHotoEspaña és un festival internacional de fotografia que se celebra cada any a Madrid, habitualment durant els mesos de juny i juliol, que també desenvolupa activitats en algunes subseus. Va començar el 1998 i ha anat creixent i consolidant-se fins a convertir-se en una cita de referència estatal i una de les més importants en el món de les arts visuals. PHotoEspaña és un dels fòrums internacionals més grans de fotografia, el prestigi de la qual ha estat reconegut pels crítics més destacats. Es tracta d'una ocasió extraordinària per conèixer els últims projectes fotogràfics, videos i instal·lacions dels fotògrafs i artistes visuals estatals i internacionals més destacats.
Les exposicions, que mostren les últimes tendències del món de la fotografia i de les arts visuals al públic i especialistes, es presenten en els principals museus, sales i galeries d'art de Madrid; les seves diverses activitats atreuen cada any a més de mig milió de persones, xifra que el converteix en el festival més popular i en el més gran de tots els esdeveniments culturals que se celebren a l'Estat. A més de la seu central a Madrid, en les diferents edicions ha comptat amb diverses subseus, com Toledo, Aranjuez, París, Lisboa, Saragossa, Conca, Lanzarote, Alcobendas, Alcalá de Henares i Praga.

## El festival
Al llarg de les diferents edicions celebrades s'han organitzat més de 600 exposicions en els principals museus, sales d'exposicions, centres d'art i galeries de la ciutat. Casa de América, Museu Reina Sofia, Museu Thyssen-Bornemisza, Círculo de Bellas Artes, Centro Cultural Conde Duque, Fundación Telefónica, Fundación Canal, Centro Cultural de la Villa, Real Jardín Botánico... són algunes de les principals seus del Festival, a les quals s'han sumat en diverses edicions importants institucions culturals com el Museu del Prado. En la subseu de Conca les exposicions van tenir lloc en importants espais com la Fundación Antonio Pérez, la Fundación Antonio Saura, l'antiga església del Convent de la Merced o el Centro Cultural Aguirre, entre d'altres.
Cada edició és temàtica, i divideix la seva programació en Secció Oficial, que comprèn museus, institucions i grans centres d'exposicions, i el Festival Off, en el qual participen galeries d'art i altres espais. Des de la seva edició de 2003 el festival va incorporar en el seu programa els "Encuentros PHotoEspaña", una sèrie de conferències i converses amb fotògrafs, comissaris, assagistes, crítics, etc., per tal de debatre i aprofundir entorn del tema central de cada edició.
2010
L'edició de 2010 va tenir lloc del 9 de juny al 25 de juliol, entre Madrid, Conca i Lisboa, i va exposar, entre d'altres, obra de Valentín Vallhonrat, Mabel Palacín, Isabel Muñoz, László Moholy-Nagy, Helen Levitt, Jeff Wall i Harold Eugene Edgerton, enginyer que fa servir la tecnologia de l'estroboscopi per a les seves fotografies d'alta velocitat, com ara la imatge "Esquitx d'una gota de llet". La temàtica girava entorn del temps, posant l'accent en la percepció i l'experiència temporals.
2011
L'edició de 2011 va dur per títol Interfaces, que va tenir lloc entre l'1 de juny i el 24 de juliol, va comptar amb les exposicions de Cindy Sherman i Pere Formiguera, entre d'altres. Aquell any es va obrir un concurs online de fotografia webcam, dirigit per la Fundación Canal, i que cridava l'atenció sobre les possibilitats artístiques que el retrat amb webcam pot arribar a oferir, i Oliviero Toscani, Ouka Leele, Javier Vallhonrat i Ernesto Bazán van ser professors del Campus PHE. Lisboa, Conca i Alcalá de Henares van ser subseus del Festival.
2012
En l'edició de 2012, que va tenir lloc entre el 6 de juny i el 22 de juliol sota el lema Desde aquí. Contexto e internacionalización, s'hi va exposar l'obra d'Andy Warhol, Chema Madoz, Alberto García-Alix, Juan Manuel Castro Prieto, Toni Catany, Cristina García Rodero, Isabel Muñoz, Richard Avedon, Robert Capa, David Seymour "Chim" i Gerda Taro, entre d'altres.
2013
En l'edició de 2013, que va tenir lloc del 20 de juny a l'1 de setembre amb el lema Cuerpo. Eros y políticas, Saragossa va passar a ser una de les subseus, unint-se al festival com a soci col·laborador fins al 2015 i exposant les obres mestres de Ricard Terré. L'Ajuntament d'Alcobendas i PHotoEspaña van assegurar que presentarien properament un centre internacional de formació en fotografia. Durant aquella edició també es van poder veure exposicions de Harry Callahan, Edward Weston, Robert Doisneau i Cindy Sherman, Carlos Pérez Siquier i Lucien Clergue, Manolo Laguillo, Leopold Pomés i Carlos Saura, entre d'altres. La secció "Encuentros" va estar dirigida per Oliva María Rubio, directora artística de La Fábrica, i es van adentrar en el tema del cos des de les propostes "Políticas del cuerpo", "El cuerpo del deseo" i "Lenguajes del cuerpo".

## Finançament i expansió
En uns temps de dificultats econòmiques en el sector cultural ha calgut trobar noves vies de finançament per tal de poder mantenir el prestigi i la programació. Així, doncs, PHotoEspaña, que va néixer com a projecte col·lectiu i compta amb un pressupost reduït i poca inversió pública, s'ha recolzat en els seus socis (Fundación Banco Santander, Fundación Telefónica, Fundación ICO, Fundación Mapfre, Fundación Loewe, Samsung, smart, el Ministeri d'Educació, Cultura i Esports, l'AECID, la Comunitat Europea, la Comunitat de Madrid, els ajuntaments d'Alcalá de Henares, Alcobendas, Conca, Lanzarote i Saragossa, l'Institut Cervantes), que fan possible que se segueixi celebrant el festival, així com amb l'obertura de noves subseus. La tardor de 2013, sumant-se a les seus internacionals de Lisboa i Praga, el festival es va ampliar i va arribar fins al Brasil, amb el naixement de PHotoEspaña.br, un projecte que es desenvoluparà entre octubre i desembre a São Paulo, en col·laboració amb el Servei Social del Comerç-SESC.

## Premis
A més de les exposicions el festival atorga cada any una sèrie de premis, per mitjà d'un jurat internacional format per sis destacats membres de la comunitat fotogràfica internacional. S'atorga una quantitat econòmica i una escultura d'Eduardo Arroyo.
- Premi PHotoEspaña: a la trajectòria professional en l'àmbit de la fotografia, dotat amb 12.000 euros. Atorgat des de 1998.

Els guanyadors han estat: Josef Koudelka (1998), Luis González Palma (1999), Chema Madoz (2000), Duane Michals (2001), Nan Goldin (2002), Helena Almeida (2003), William Eggleston (2004), William Klein (2005), Hiroshi Sugimoto (2006), Robert Frank (2007), Martin Parr (2008), Malick Sidibé (2009), Graciela Iturbide (2010), Thomas Ruff (2011), Alberto García-Alix (2012) Bernard Plossu (2013).
- Premi Bartolomé Ros: a la millor trajectòria professional espanyola en fotografia. Valorat en 12.000 euros i atorgat des de 1999 pel llegat de Bartolomé Ros.

Els guanyadors han estat: Publio López Mondéjar (1999), Cristina García Rodero (2000), Ramon Masats (2001), Juan Manuel Castro Prieto (2002), Alberto García-Alix (2003), Joan Fontcuberta (2004), llibreria Kowasa (2005), Alejandro Castellote (2006), Marta Gili i Javier Vallhonrat (ex aequo, 2007), Ricard Terré (2008), Isabel Muñoz (2009), Chema Conesa (2010), Chema Madoz (2011), Fundació Foto Colectania (2012), Carlos Pérez Siquier (2013).
- Premi PHotoEspaña Descobriments al millor portafolis: millor projecte presentat en el visionat de portafolis del festival. Suposa la producció d'una exposició en la següent edició del festival. Atorgat des de 1999.

Els guanyadors han estat: Matías Costa (1998), Paula Luttringer (1999), Juan de la Cruz Megías (2000), Sophie Dubosc (2001), Tanit Plana (2002), Pedro Álvarez Gancedo (2003), Comeius Röthlisberger (2004), Vesselina Nikoleva (2005), Stanislas Guigui (2006), Harri Pälvirnate (2007), Yann Gross (2008), Alejandra Laviada (2009), Vanessa Winship (2010), Fernando Brito (2011), Yaakov Israel (2012), Nancy Newberry (2013).
- Premi PHotoEspaña Fotògraf Revelació: valora el treball del fotògraf espanyol menor de trenta-cinc anys que més ha destacat durant el passat any.

Els guanyadors han estat: Xavier Ribas (1998), David Jiménez (1999), Isabel Flores (2000), Carmela García (2001), Paco Gómez (2002), Lucía Arjona Amo (2003), Joan Morey (2004), Bleda y Rosa (2005), NOPHOTO (2006), Germán Gómez (2008), Carlos Sanva (2009), Carlos Irijalba (2010).
- Premi al millor llibre de fotografia: millor llibre de fotografia de l'any; es va atorgar des de 1998 fins a 2002, any en el qual va ser dividit en categoria nacional i internacional.

- Premi al millor llibre de fotografia internacional: millor llibre internacional de fotografia de l'any, atorgat des de 2002.

- Premi al millor llibre de fotografia nacional: millor llibre espanyol de fotografia de l'any, atorgat des de 2002.

- Premi a l'editorial destacada de l'any: atorgat per primera vegada en 2007.

- Premi Festival Off: Premi a la galeria amb la millor exposició del Festival Off. Atorgat per primera vegada el 2001.

- Premi del públic: atorgat per primera vegada el 2003.

- Premi PHotoEspaña de Valors Humans: millor treball documental que destaqui els valors de solidaritat, ètica, justícia o esforç. Atorgat per primera vegada el 2008.